# Museo Metropolitano de Monterrey
El Museo Metropolitano de Monterrey, también conocido como Antiguo Palacio Municipal, es un museo histórico ubicado en la ciudad de Monterrey, México, con salas temporales y el resguardo de más de 300 piezas históricas.

## Historia
El primer cuerpo del edificio fue construido por Diego de Montemayor, asignándole el terreno en 1612. En 1626, Martín de Zavala decide convertirlo en el recinto de las antiguas Casas Reales del Ayuntamiento, Tribunal de Justicia y Presidencia Municipal durante el período colonial, inaugurándolo en 1655. El diseño del edificio fue realizado por Juan Alonso Bazán.
De 1853 a 1976 fungió como Palacio Municipal, atestiguando la invasión de las tropas estadounidenses en 1846 y diversas inundaciones. En 1851, el ayuntamiento de Monterrey solicitó al arquitecto Papias Anguiano rediseñar la fachada del inmueble y el escudo de armas, concluyendo en 1853.
En 1976, el edificio dejó de operar como Casa de los Poderes Municipales debido a la construcción de un nuevo recinto para ese propósito, con un área dedicada para el tribunal Superior de Justicia. En 1987, el inmueble fue restaurado y acondicionado por el Instituto Nacional de Antropología e Historia(INAH) para albergar el Museo de Historia de Nuevo León, inaugurado en 1989.
En 1995, el Gobierno del Estado cede al Ayuntamiento de Monterrey la custodia del Antiguo Palacio Municipal para convertirlo en museo metropolitano.

## Características

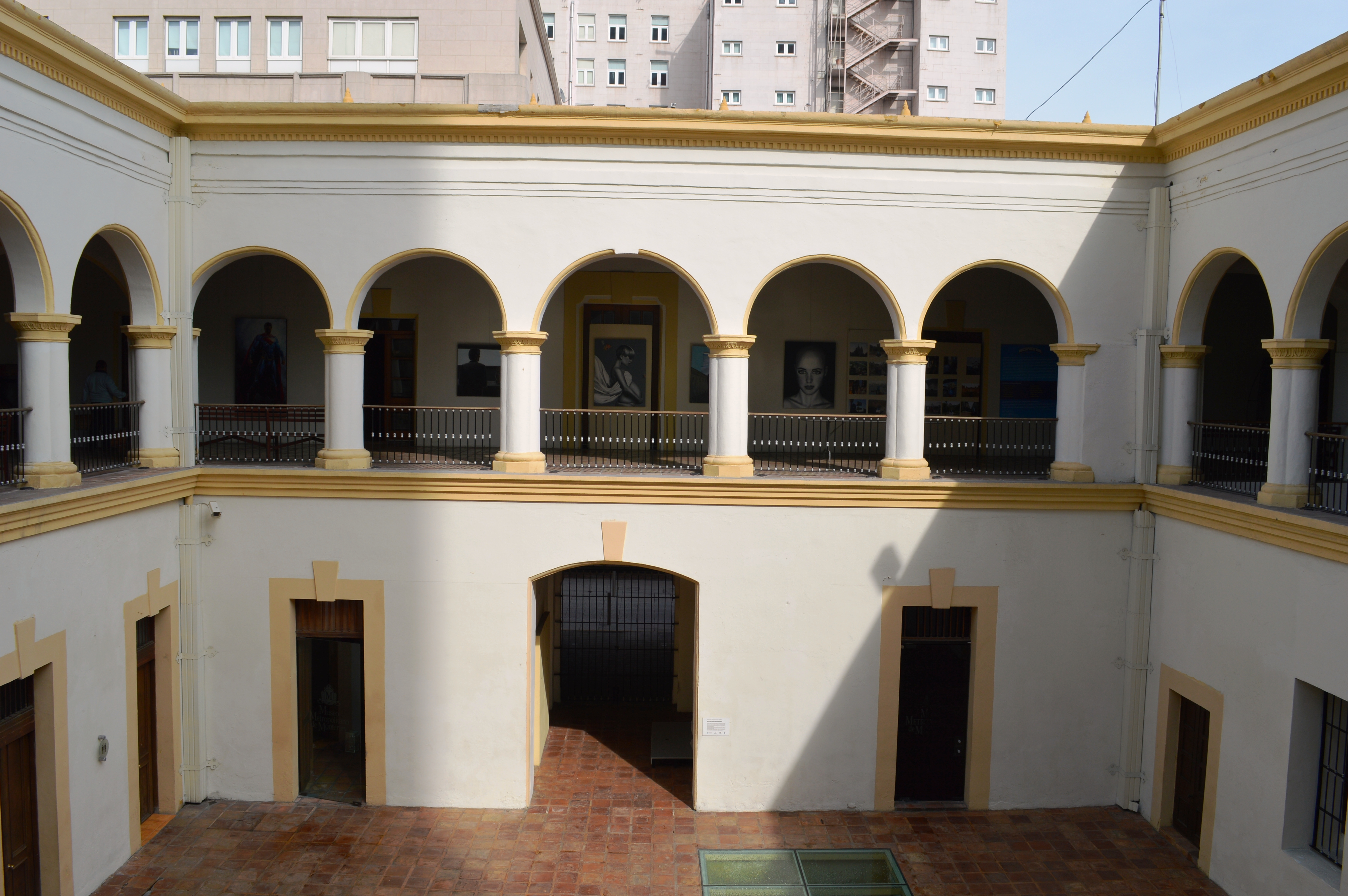
Interior del Museo Metropolitano de Monterrey

Este museo cuenta con 6 salas de exposiciones permanentes, de las cuales 2 están abiertas al público, y 2 salas de exhibiciones temporales. Cuenta con un patio central y un auditorio en donde realizan actividades artísticas y culturales, como presentaciones de libros, conferencias, conciertos, obras de teatro, espectáculos de danza, homenajes y otras.
En 2007, los trabajadores de remediación del suelo del Museo Metropolitano encontraron osamentas y estructuras antiguas, por lo que el INAH  realizaron trabajos arqueológicos en el patio central del recinto y recuperaron ollas, vasijas, artefactos metálicos, botones de hueso, crucifijos, y las estructuras originales de las Casas Reales y una noria de 14 metros de profundidad. En 2009, se instalaron cristales en el patio central que funcionaron como ventanas arqueológicas, y en 2018, durante la renovación del museo, se solicitó al INAH Nuevo León asesoría para mantener las ventanas y deshumidificadores para que se puedan apreciar los vestigios.